# Onychogonia suggesta
Onychogonia suggesta är en tvåvingeart som först beskrevs av Pandelle 1896.  Onychogonia suggesta ingår i släktet Onychogonia och familjen parasitflugor. Inga underarter finns listade i Catalogue of Life.